# Hugh Judson Kilpatrick
Hugh Judson Kilpatrick (Deckertown, Nueva Jersey, Estados Unidos; 14 de enero de 1836-Santiago de Chile, 4 de diciembre de 1881) fue un oficial del Ejército de la Unión durante la guerra civil estadounidense, alcanzando el rango de general de división. Posteriormente fue ministro de Estados Unidos en Chile y candidato sin éxito a la Cámara de Representantes de Estados Unidos.
Apodado "Kilcavalry" (o "Kill-Cavalry") por utilizar tácticas en la batalla que se consideraban como un desprecio temerario por la vida de los soldados bajo su mando, Kilpatrick fue tanto alabado por las victorias que consiguió como despreciado por los sureños cuyos hogares y pueblos devastó.

## Primeros años
Hugh Judson Kilpatrick, más conocido como Judson Kilpatrick, cuarto hijo del coronel Simon Kilpatrick y de Julia Wickham, nació en la granja familiar de Wantage Township, cerca de Deckertown, Nueva Jersey (actual Sussex Borough).

## Guerra Civil
Kilpatrick se graduó en la Academia Militar de los Estados Unidos en 1861, justo después del comienzo de la guerra, y fue comisionado como subteniente en el 1.º de Artillería de los Estados Unidos. A los tres días ya era capitán del 5.º de Infantería de Nueva York ("Duryée's Zouaves").
Kilpatrick fue el primer oficial del Ejército de los Estados Unidos en ser herido en la Guerra Civil, alcanzado en el muslo por el fuego de los proyectiles mientras lideraba una compañía en la batalla de Big Bethel, el 10 de junio de 1861. Se atribuye a Felix Agnus haberle salvado la vida durante la Batalla de Big Bethel. Para el 25 de septiembre era teniente coronel, ahora del 2.º Regimiento de Caballería de Nueva York, que ayudó a levantar, y fue este brazo montado el que le dio fama e infamia.
Los destinos fueron inicialmente tranquilos para el teniente coronel Kilpatrick, sirviendo en trabajos de estado mayor y en escaramuzas menores de caballería. Eso cambió en la Segunda Batalla de Bull Run en agosto de 1862. Asaltó el Ferrocarril Central de Virginia al principio de la campaña y luego ordenó una insensata carga de caballería en el crepúsculo la primera noche de la batalla, perdiendo un escuadrón completo de tropas. No obstante, fue ascendido a coronel el 6 de diciembre.
Kilpatrick era agresivo, intrépido, ambicioso y descarado. Era un maestro, a sus veintitantos años, en el uso de la influencia política para salir adelante. A sus hombres no les gustaba su forma de ser y su disposición a agotar a hombres y caballos y a ordenar cargas suicidas de caballería, por lo que el apodo generalizado que usaban para Kilpatrick era "Kill Cavalry". (Los mosquetes estriados introducidos en la guerra en la década de 1850 hicieron que la histórica carga de caballería fuera esencialmente un anacronismo. El papel de la caballería se redujo principalmente a la protección, el asalto y el reconocimiento).  También tenía mala reputación entre los demás miembros del ejército. Sus campamentos estaban mal mantenidos y eran frecuentados por prostitutas, que a menudo visitaban al propio Kilpatrick. Fue encarcelado en 1862 por cargos de corrupción, acusado de vender bienes confederados capturados para beneficio personal. Volvió a ser encarcelado por una borrachera en Washington D. C. y por aceptar supuestamente sobornos en la adquisición de caballos para su mando.

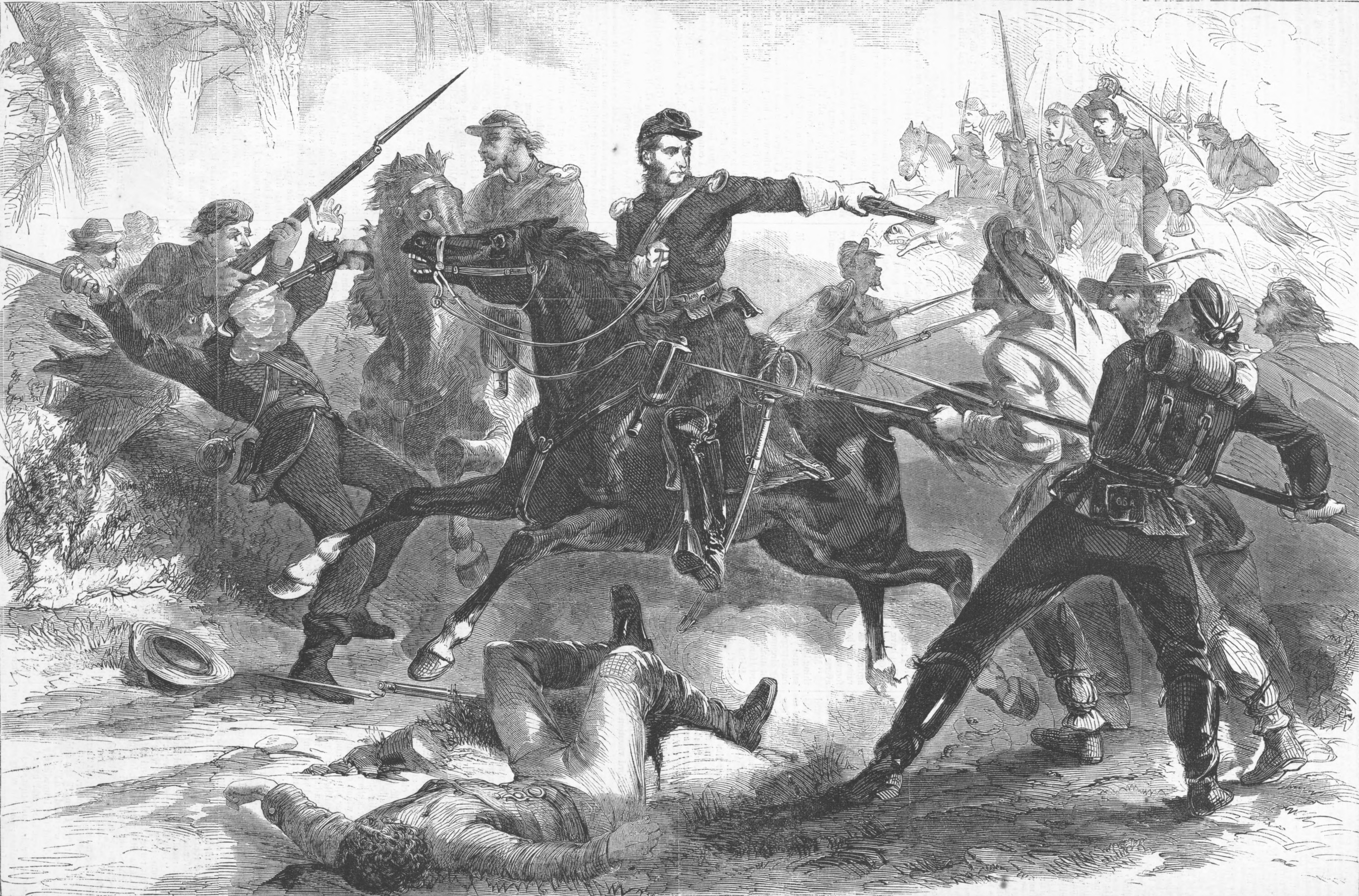
Representación de Harper's Weekly de la incursión de Kilpatrick

En febrero de 1863, el mayor general Joseph Hooker creó un cuerpo de caballería en el Ejército del Potomac, comandado por el mayor general George Stoneman. Kilpatrick asumió el mando de la 1.ª Brigada, 2.ª División. En la campaña de Chancellorsville, en mayo, se ordenó a la caballería de Stoneman que se situara en la retaguardia del ejército del general Robert E. Lee y destruyera las vías férreas y los suministros. Kilpatrick hizo precisamente eso, con gusto. Aunque el cuerpo no consiguió distraer a Lee como se pretendía, Kilpatrick alcanzó la fama al capturar agresivamente vagones, quemar puentes y cabalgar alrededor de Lee, casi hasta las afueras de Richmond, Virginia, en la Incursión de Stoneman de 1863.

## Campaña de Gettysburg

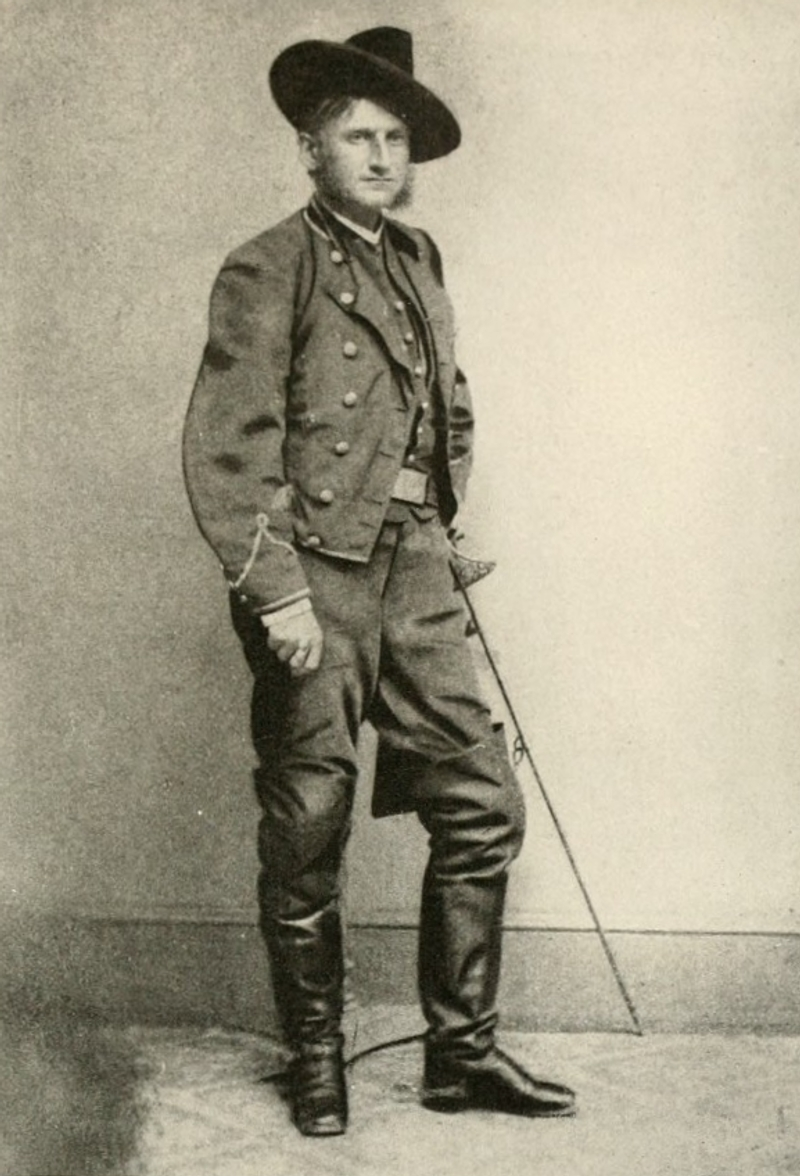
General de caballería Hugh Judson Kilpatrick, USA

Al comienzo de la campaña de Gettysburg, el 9 de junio de 1863, Kilpatrick luchó en Brandy Station, la mayor batalla de caballería de la guerra. Recibió su estrella de general de brigada a la edad de 27 años el 13 de junio, luchó en Aldie y Upperville, y asumió el mando de la división tres días antes de que comenzara la batalla de Gettysburg. El 21 de junio, fue capturado en Upperville, pero fue rescatado rápidamente, y ese mismo día arriesgó su vida para rescatar al comandante herido del 5.º de Caballería de Carolina del Norte. El 30 de junio, se enfrentó brevemente a la caballería de J.E.B. Stuart en Hanover, Pensilvania, pero luego se dedicó a perseguir a Stuart, en lugar de cumplir su misión de reunir información.
El segundo día de la batalla de Gettysburg, el 2 de julio de 1863, la división de Kilpatrick tuvo una escaramuza contra Wade Hampton a ocho kilómetros al noreste de la ciudad, en Hunterstown. Luego se instaló para pasar la noche al sureste en Two Taverns. Uno de sus famosos comandantes de brigada, el general George A. Custer, recibió la orden de unirse a la división del general David McM. Gregg para la acción del día siguiente contra la caballería de Stuart al este de la ciudad, por lo que Kilpatrick se quedó con una sola brigada. El 3 de julio, después de la Carga de Pickett, el comandante del ejército, el mayor general George G. Meade, y el comandante del Cuerpo de Caballería, Alfred Pleasonton, le ordenaron lanzar una carga de caballería contra las posiciones de infantería del cuerpo del teniente general James Longstreet en el flanco derecho confederado, justo al oeste de Little Round Top. El único comandante de brigada de Kilpatrick, el general de brigada Elon J. Farnsworth, protestó por la inutilidad de tal movimiento. Kilpatrick esencialmente cuestionó su valentía y supuestamente le desafió a cargar: "Entonces, por Dios, si tienes miedo de ir yo mismo lideraré la carga". Farnsworth cumplió la orden a regañadientes. Murió en el ataque y su brigada sufrió importantes pérdidas.
Kilpatrick y el resto de la caballería persiguieron y acosaron a Lee durante su retirada a Virginia. Ese otoño, participó en una expedición para destruir los cañoneros confederados Satellite y Reliance en el río Rappahannock, abordándolos y capturando a sus tripulaciones con éxito.

### El asunto Dahlgren

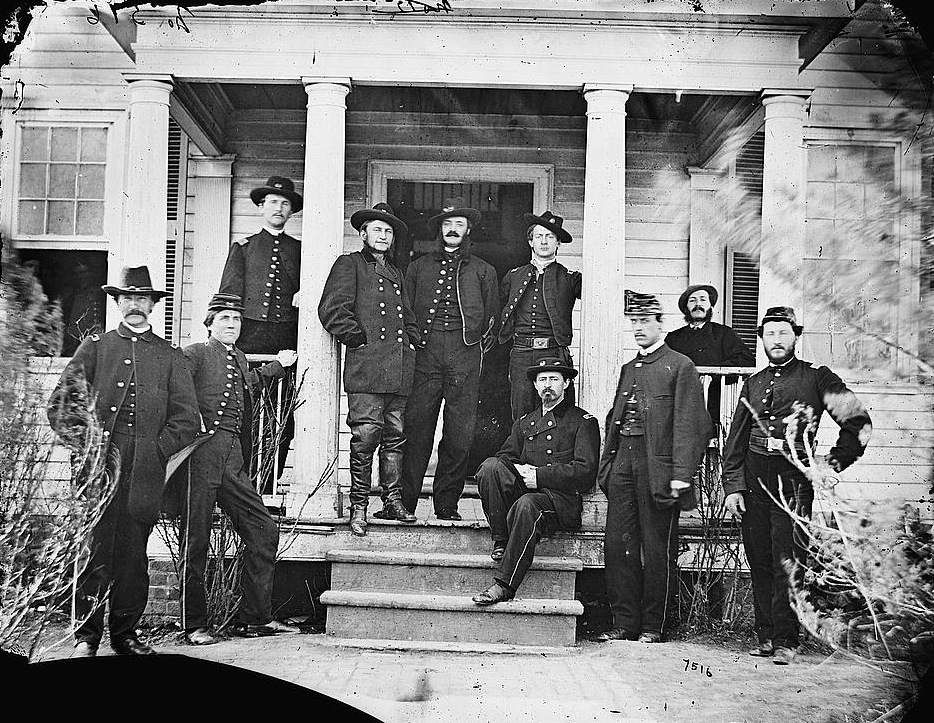
Kilpatrick y el personal de su 3.ª División, marzo de 1864

Justo antes del comienzo de la campaña por tierra del teniente general Ulysses S. Grant en la primavera de 1864, Kilpatrick llevó a cabo una incursión hacia Richmond y a través de la península de Virginia, con la esperanza de rescatar a los prisioneros de guerra de la Unión retenidos en Belle Isle y en las Prisiones de Libby en Richmond. Kilpatrick sacó su división el 28 de febrero, pasando a hurtadillas por el flanco de Robert E. Lee y dirigiéndose al sur hacia Richmond. El 1 de marzo, estaban a 5 millas de la ciudad. Sin embargo, las defensas alrededor de la ciudad eran demasiado fuertes y numerosos escuadrones de la milicia y la caballería confederadas les pisaron los talones durante todo el camino, incluyendo algunas de las tropas del general Wade Hampton enviadas desde el ejército del Norte de Virginia. Ante la imposibilidad de llegar a Richmond o de regresar al ejército del Potomac, Kilpatrick decidió salir disparado hacia la península de Virginia, donde se encontraba el ejército del James de Ben Butler. Mientras tanto, el general estaba consternado al descubrir que la brigada de Ulric Dahlgren (separada de la fuerza principal) no había conseguido cruzar el río James. Finalmente, 300 soldados de esta última tropezaron con el campamento, Dahlgren y el resto se desvanecieron aparentemente en el aire. Los supervivientes informaron de que habían realizado un viaje de pesadilla a través del campo alrededor de Richmond en la oscuridad y con una tormenta de aguanieve, los bosques llenos de tropas enemigas y civiles hostiles a cada paso. A Dahlgren y a los 200 soldados de caballería que le acompañaban les había hablado un esclavo de un lugar donde el James era poco profundo y podía ser vadeado. Cuando llegaron allí, el río estaba crecido y en pleno máximo. Convencido de que le habían engañado, Dahlgren ordenó colgar al esclavo. Volvieron al norte y descubrieron que Kilpatrick se había ido y que estaban solos en un país hostil. Los soldados se abrieron paso hasta el río Mattaponi, lo cruzaron y parecían estar a salvo del peligro, pero en la oscuridad se encontraron con una emboscada confederada. Dahlgren fue abatido junto con muchos de sus hombres, el resto fue hecho prisionero. Su cuerpo fue expuesto en Richmond como trofeo de guerra. Los papeles encontrados en el cuerpo de Dahlgren poco después de su muerte describían el objeto de la expedición, indicando aparentemente que tenía la intención de quemar y saquear Richmond y asesinar a Jefferson Davis y a todo el gabinete confederado.
La incursión se saldó con 324 soldados de caballería muertos y heridos, y 1000 más hechos prisioneros. Los hombres de Kilpatrick habían cortado una franja de destrucción en las afueras de Richmond, destruyendo graneros de tabaco, barcos, vagones y vías de ferrocarril y otras infraestructuras. También depositaron un gran número de panfletos en las casas y otros edificios, ofreciendo amnistía a cualquier civil sureño que jurara lealtad a los Estados Unidos.
El descubrimiento y la publicación de los papeles de Dahlgren provocaron una controversia internacional. El general Braxton Bragg denunció los papeles como "diabólicos" y el secretario de guerra confederado James Seddon propuso que los prisioneros de la Unión fueran ahorcados. Robert E. Lee estuvo de acuerdo en que se trataba de un documento atroz, pero instó a la calma, diciendo que no se había producido ninguna destrucción real y que los papeles podrían ser perfectamente falsos. Además, Lee estaba preocupado porque algunos guerrilleros confederados acababan de ser capturados por el ejército del Potomac, que estaba considerando colgarlos, y la ejecución de los hombres de Dahlgren podría desencadenar una reacción en cadena. El general confederado envió los papeles a George Meade bajo bandera de tregua y le pidió una explicación. Meade le respondió que nadie en Washington ni en el ejército había ordenado la quema o los asesinatos. Mientras tanto, los periódicos y los políticos del Norte y del Sur intercambiaron golpes. Los primeros condenaron el uso del cadáver de Ulric Dahlgren como atracción de feria y los segundos acusaron al gobierno de Lincoln de querer llevar a cabo saqueos y matanzas indiscriminadas entre la población civil de Virginia, incluyendo la afirmación de que Kilpatrick quería liberar a los prisioneros de la Unión y soltarlos entre las mujeres de Richmond. Los periódicos del Norte también se alegraron de la destrucción causada por la incursión y se complacieron en describir el estado devastado de la campiña de Virginia. Después de llegar a la base de Ben Butler en Fort Monroe, los hombres de Kilpatrick tomaron un barco de vapor de vuelta a Washington. Siguieron más problemas cuando se les concedió unos días de descanso en Alexandria, Virginia antes de reunirse con el ejército del Potomac. La ciudad estaba guarnecida por tropas afroamericanas, y una de ellas se detuvo para informar a un soldado de caballería de que sólo las personas en servicio activo podían montar a caballo por las calles. A este soldado le pareció un insulto recibir órdenes de un negro y enseguida lo abatió con su espada. La división de Kilpatrick fue castigada al ser obligada a embarcarse inmediatamente hacia el río Rapidan sin descansar ni sacar nuevos uniformes.
La expedición "Kilpatrick-Dahlgren" fue un fiasco tal que Kilpatrick se encontró con que ya no era bienvenido en el Teatro Oriental. Se trasladó al oeste para comandar la 3.ª División del Cuerpo de Caballería del Ejército de Cumberland, bajo el mando del mayor general William Tecumseh Sherman.

### Últimas campañas por Georgia y las Carolinas

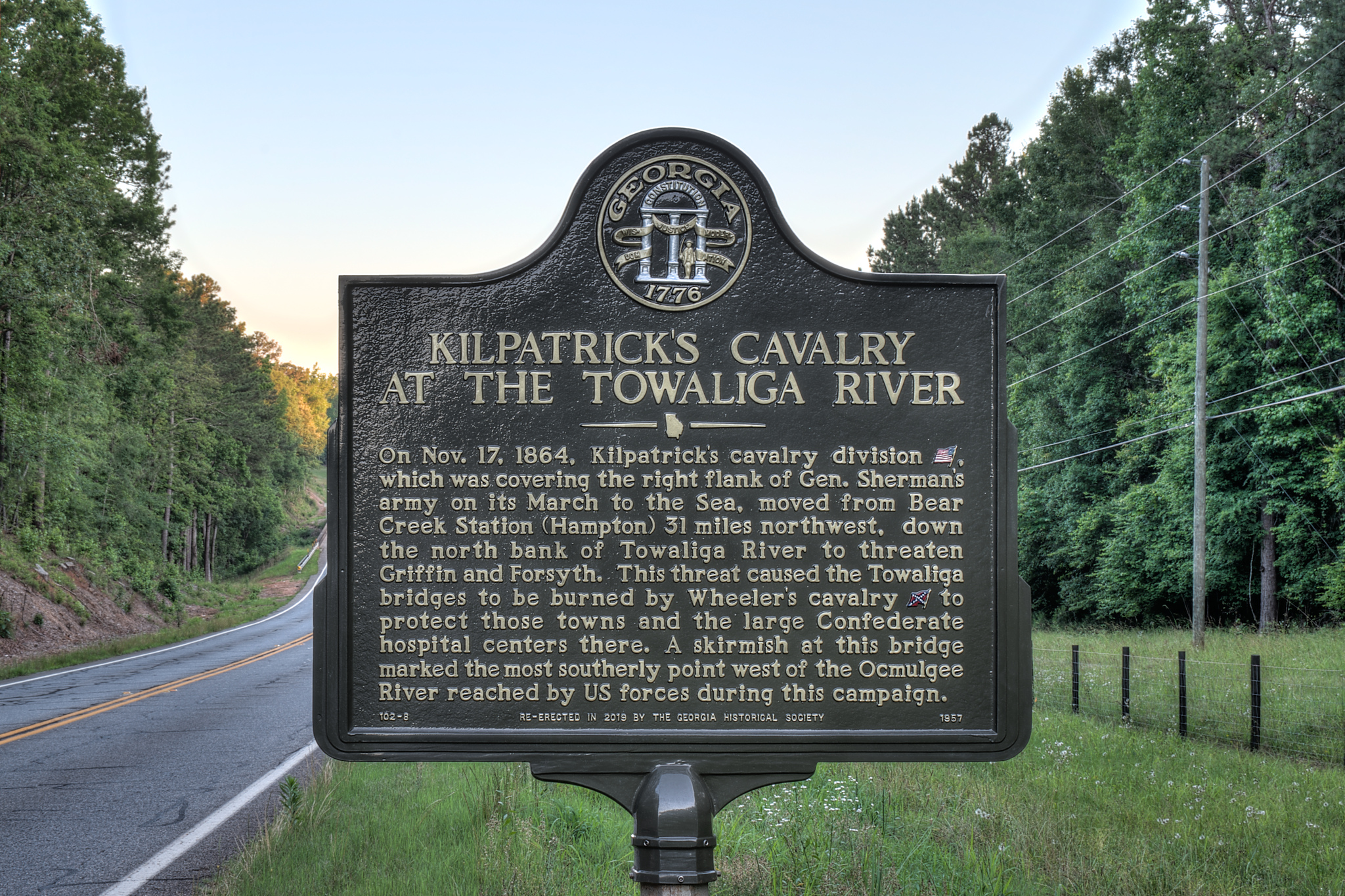
Marcador histórico de Kilpatrick

Refiriéndose a Judson Kilpatrick en 1864, Sherman dijo: "Sé que Kilpatrick es un maldito idiota, pero quiero justo ese tipo de hombre para comandar mi caballería en esta expedición".
A partir de mayo de 1864, Kilpatrick participó en la Campaña de Atlanta. El 13 de mayo, fue gravemente herido en el muslo en la Batalla de Resaca y sus heridas lo mantuvieron fuera de combate hasta finales de julio. Tuvo un éxito considerable asaltando detrás de las líneas confederadas, destrozando las vías férreas, y en un momento dado rodeó con su división las posiciones enemigas en Atlanta. Su división desempeñó un papel importante en la batalla de Jonesborough el 31 de agosto de 1864.
Kilpatrick continuó con Sherman durante su Marcha al Mar hasta Savannah y hacia el norte en la Campaña de las Carolinas. Se deleitó en la destrucción de la propiedad del Sur. En dos ocasiones sus toscos instintos personales le traicionaron: La caballería confederada al mando del mayor general Wade Hampton asaltó su campamento mientras estaba en la cama con Marie Boozer, a quien había conocido al pasar por Columbia, y, en la batalla de Monroe's Crossroads, se vio obligado a huir por su vida en ropa interior hasta que sus tropas pudieran reformarse. Kilpatrick acompañó al mayor general William T. Sherman a las negociaciones de rendición celebradas en Bennett Place, cerca de Durham, Carolina del Norte, el 17 de abril de 1865.
Posteriormente, Kilpatrick comandó una división del Cuerpo de Caballería en la División Militar del Misisipi de abril a junio de 1865, y fue ascendido a general de división de voluntarios el 18 de junio de 1865. Renunció al Ejército el 1 de diciembre de 1865.

## Vida posterior
Kilpatrick fue uno de los primeros miembros de la Orden Militar de la Leal Legión de los Estados Unidos, una sociedad militar compuesta por oficiales que habían servido en las fuerzas armadas de la Unión y sus descendientes. Fue elegido Compañero de Primera Clase en la Comandancia de Pensilvania el 1 de noviembre de 1865 y se le asignó la insignia número 63.
Kilpatrick se dedicó a la política como republicano y en 1880 fue candidato sin éxito al Congreso de los Estados Unidos por Nueva Jersey.
En noviembre de 1865, fue nombrado ministro en Chile por el presidente Andrew Johnson. Este nombramiento se anunció al mismo tiempo que la inclusión del nombre de Kilpatrick en una lista de republicanos arrestados por soborno. Como ministro estadounidense en Chile, participó en un intento de arbitraje entre los combatientes de la guerra de las Islas Chincha tras el bombardeo de Valparaíso (1866). El intento fracasó, ya que la principal condición del almirante español Méndez Núñez era la devolución de la Covadonga capturada. Kilpatrick pidió al comandante de la marina estadounidense, el comandante John Rodgers, que defendiera el puerto y atacara a la flota española. El almirante Méndez Núñez respondió célebremente: "Me veré obligado a hundirlos [a los barcos estadounidenses], porque aunque me quede un barco procederé al bombardeo. España, la Reina y yo preferimos honor sin barcos a barcos sin honor".
Kilpatrick fue destituido en 1870, puesto que el nombramiento de 1865 parece haber sido el resultado de un acuerdo político. En ese momento, el ex general había sido candidato a la nominación republicana para gobernador de Nueva Jersey, pero perdió ante Marcus Ward, razón por la cual fue recompensado con el puesto en Chile. Debido a que el gobierno de Grant lo destituyó, Kilpatrick apoyó a Horace Greeley, que postulaba con apoyo demócrata, en las elecciones presidenciales de 1872, pero en la campaña siguiente, en 1876, Kilpatrick volvió a los republicanos y apoyó a Rutherford B. Hayes para la presidencia.
En Chile se casó, como segunda esposa, con Luisa Fernández de Valdivieso (1836-1928), miembro de una rica familia de origen español que había emigrado a Sudamérica en el siglo XVII. Tuvieron dos hijas: Julia Mercedes Kilpatrick (nacida el 6 de noviembre de 1867 en Santiago, Chile, casada el 7 de noviembre de 1894 con el general de brigada del ejército estadounidense William Carroll Rafferty) y Laura Delphine Kilpatrick (1874-1956) casada el 29 de junio de 1897 con Harry Hays Morgan (n. 1859 Nueva Orleans - m. Inglaterra 1933; hijo de Philip H. Morgan, divorciado en 1927). Laura Kilpatrick y Harry Morgan fueron los padres de las hermanas gemelas Thelma Furness, vizcondesa Furness y Gloria Morgan Vanderbilt. La artista y socialité Gloria Vanderbilt (1924 - 2019) era la bisnieta de Hugh Judson Kilpatrick. Otro descendiente destacado es el periodista de la CNN Anderson Cooper, tataranieto de Kilpatrick.
En marzo de 1881, en reconocimiento a los servicios prestados por Kilpatrick a los republicanos de Nueva Jersey, así como premio de consolación por su derrota para un escaño en la Cámara de Representantes, el presidente James Garfield volvió a nombrar a Kilpatrick para el cargo de ministro en Chile, donde murió poco después de su llegada a la capital chilena, Santiago. Sus restos regresaron a Estados Unidos en 1887 y fueron enterrados en el cementerio de West Point, Nueva York.
Kilpatrick fue autor de dos obras de teatro, Allatoona: un drama histórico y militar en cinco actos (1875) y The Blue and the Gray or War is Hell.

## Legado
La batería Kilpatrick en Fort Sherman, en el extremo atlántico del Canal de Panamá, fue nombrada en honor a Judson Kilpatrick.
El buque de la libertad de la Segunda Guerra Mundial SS Hugh J. Kilpatrick fue nombrado en su honor.